# Gare de Moghrar
La gare de Moghrar est une gare ferroviaire algérienne située sur le territoire de la commune de Moghrar, dans la wilaya de Naâma.

## Situation ferroviaire
Établie à une altitude de 917,150 m, la gare est située au point kilométrique (PK) 447,823 de la ligne de Oued Tlelat à Béchar, où elle est précédée de la gare de Tiout et suivie de celle de Djeniene Bourezg.
| \| Moghrar Tiout El Biod Naâma Mécheria Aïn Sefra Djeniene Bourezg \| Localisation de la gare de Moghrar dans la wilaya de Naâma. |
| Moghrar Tiout El Biod Naâma Mécheria Aïn Sefra Djeniene Bourezg                                                                   |

## Histoire

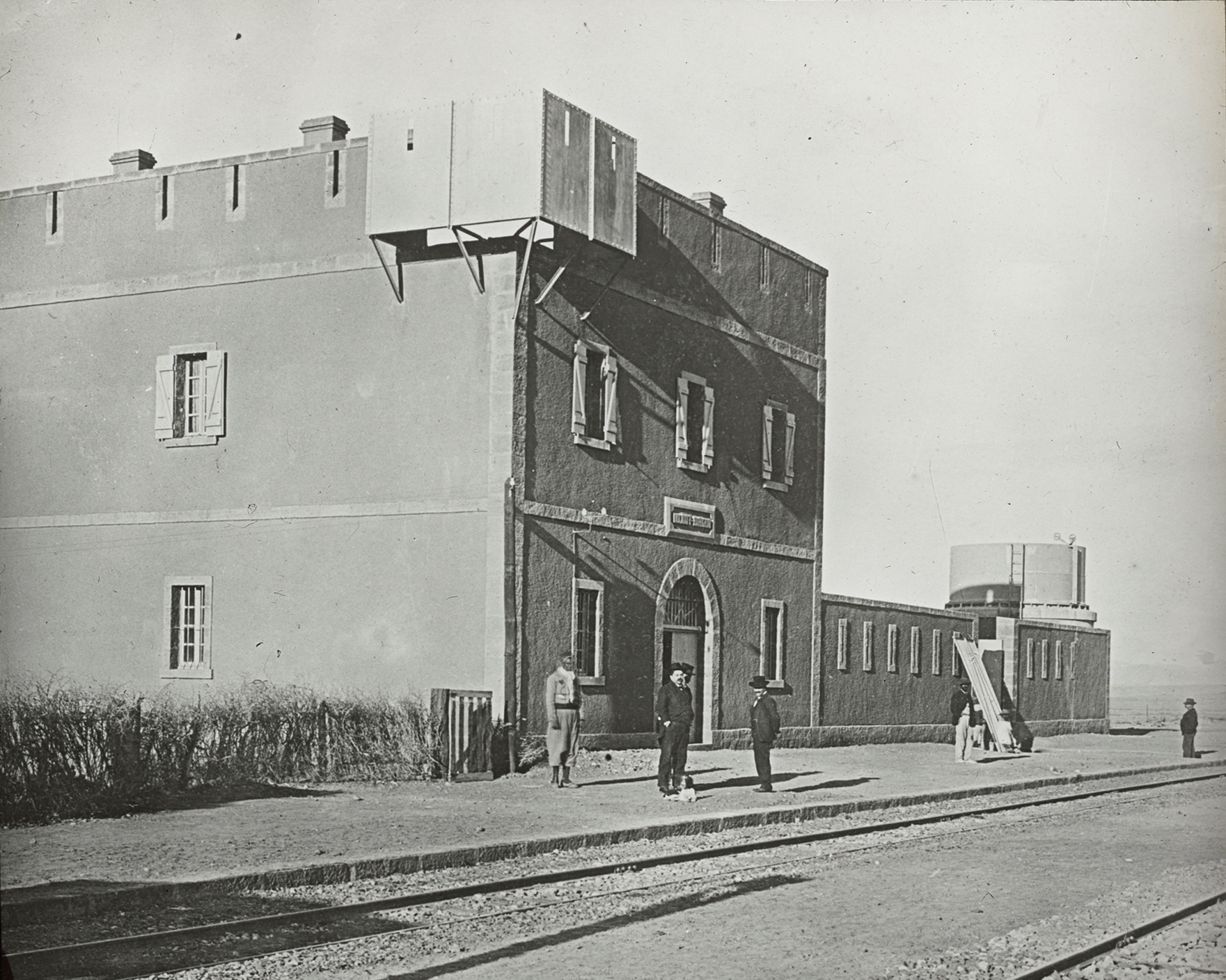
La gare au début du XXe siècle

La gare est mise en service en 1901 lors de l'ouverture de la section de Aïn Sefra à Duveyrier de l'ancienne ligne à voie étroite d'Oran à Kenadsa via Saïda. Précédée de l'ancienne gare de Dra Es Saâ et suivie de l'ancienne gare des Oglats, elle était située au PK 545,900 de cette ligne,.
Cette gare fait partie des gares fortifiées en Algérie construites par l'armée française entre 1881 et 1906 le long de la ligne entre Saïda et Béchar.

## Service des voyageurs

### Desserte
La gare est desservie par les trains grandes lignes de la liaison Oran - Béchar.